# Glory Iroka
Glory Iroka (3 gennaio 1990) è una calciatrice nigeriana, centrocampista del Rivers Angels Football Club e della Nazionale nigeriana.

## Carriera

### Club
Gioca nel club nigeriano del Rivers Angels Football Club.

### Nazionale
Glory Iroka ha giocato nel Campionato mondiale femminile di calcio, nello specifico nell'edizione 2011 in cui però la sua squadra viene eliminata nella fase a gironi.
Ha partecipato alla sua prima Coppa delle Nazioni Africane femminile nell'edizione  2010 dove vince il titolo grazie alla vittoria in finale per 4-2 contro la Nazionale di calcio femminile della Guinea Equatoriale. Il Campionato africano femminile di calcio 2012 si rileva invece amaro per la Nazionale che giunge solo al quarto posto. Si riaggiudica il titolo nell'edizione 2014 grazie alla vittoria in finale contro il Camerun per 2 a 0.

## Palmarès

### Nazionale
- Campionato africano femminile di calcio: 2

2010, 2014